# 藤原崇
藤原 崇（ふじわら たかし、1983年8月2日 - ）は、日本の弁護士、政治家。自由民主党所属の元衆議院議員（4期）。
財務大臣政務官（第2次岸田内閣）、内閣府大臣政務官兼復興大臣政務官（第4次安倍第2次改造内閣）、自由民主党青年局長（第54代）、自由民主党岩手県支部連合会長などを歴任。

## 来歴

### 生い立ち
岩手県和賀郡西和賀町生まれ（現住所は同町湯本）。旧湯田町の出で、岩手県立黒沢尻北高等学校を卒業後、静岡大学に進学し、人文学部の法学科にて学んだ。2006年3月に静岡大学を卒業すると、明治学院大学の大学院に進学し、法務職研究科の専門職学位課程（いわゆる法科大学院）にて学んだ。2009年3月、同課程を修了した。翌年12月、新第63期司法修習生修了。
2011年1月より須田法律事務所（のちの須田総合法律事務所）に勤務し、同年8月に丸山国際法律事務所へ転じた。弁護士としては、一般民事や家事、刑事事件を担当した。また、同月より参議院議員である丸山和也の下で公設第一秘書を務めた。政治家秘書としては、主として参議院議員会館での職務を担当していた。

### 衆議院議員に初当選
衆議院議員総選挙に立候補するため、2012年3月に同事務所を退職。同年12月の第46回衆議院議員総選挙に岩手4区から自由民主党公認で出馬した。民主党代表などを歴任した日本未来の党の小沢一郎に敗れたが、比例東北ブロックで復活し初当選を果たした。
2014年12月の第47回衆議院議員総選挙に岩手4区から出馬し、再び小沢に敗れたが、比例代表東北ブロック党内2番目の惜敗率で再選。同年12月20日に中央選挙管理会より当選証書が交付された。
2017年10月22日第48回衆議院議員総選挙において改定された岩手3区において三たび小沢に敗れたが、前回同様比例東北ブロックにて三度目の復活当選を果たした。
2019年9月13日、 第4次安倍第2次改造内閣で内閣府大臣政務官兼復興大臣政務官に就任。同年11月24日、自由民主党岩手県連会長に就任。

### 2021年衆議院議員選挙以降
2021年10月19日公示・10月31日投開票の第49回衆議院議員総選挙において初めて選挙区において小沢に勝利し、4選。
同年11月11日、第2次岸田内閣にて財務大臣政務官に就任。
2023年9月22日、第54代自由民主党青年局長に就任した。
2024年1月19日、自民党5派閥の政治資金パーティーの裏金問題をめぐり、藤原が2018年 - 2022年の5年間で安倍派から14万円の裏金のキックバックを受けていたことが明らかとなった。
同年3月8日、和歌山市で2023年11月にあった党青年局の近畿ブロック会議後の懇親会で、下着のような衣装の女性がダンスショーをする過激な演出があったことが発覚。同日、会に参加した藤原は党青年局長を辞任した。尚、記者団からの質問、「ダンサーの体を触ったか」には「私の記憶では触っていない」と述べて否定した。
同年8月15日、岩手県選挙区選出の参議院議員の広瀬めぐみが、自身の公設秘書の給与詐取事件をめぐり議員辞職願を参議院に提出し、許可された。同日夕方、藤原は取材に応じ、「擁立した県連にも責任があり、県連会長を辞する」と述べ、自民党岩手県連の会長を辞任したことを明らかにした。
同年10月15日公示・10月27日投開票の第50回衆議院議員総選挙では前回勝利した小沢に選挙区で敗れ、不記載問題の影響で比例代表への重複立候補も認められなかったため落選した。

## 政策・主張

### 憲法
- 憲法改正について、2021年の朝日新聞社のアンケートで「賛成」と回答[19]。
- 憲法9条への自衛隊の明記について、2021年のNHKのアンケートで「賛成」と回答[20]。
- 憲法を改正し緊急事態条項を設けることについて、2021年の毎日新聞社のアンケートで「賛成」と回答[21]。

### 外交・安全保障
- 「他国からの攻撃が予想される場合には敵基地攻撃もためらうべきではない」との問題提起に対し、2021年のアンケートで「どちらかと言えば賛成」と回答[19]。
- 「北朝鮮に対しては対話よりも圧力を優先すべきだ」との問題提起に対し、2021年のアンケートで「どちらかと言えば賛成」と回答[19]。
- 普天間基地の辺野古移設について、2021年のアンケートで「どちらかと言えば賛成」と回答[19]。
- 徴用工訴訟などの歴史問題をめぐる日韓の関係悪化についてどう考えるかとの問いに対し、2021年の毎日新聞社のアンケートで「より強い態度で臨む」と回答[21]。
- 日本による過去の植民地支配と侵略を認めて謝罪した「村山談話」の見直し論議について、2014年の毎日新聞社のアンケートで、選択肢以外の回答をした[22]。
- 従軍慰安婦に対する旧日本軍の関与を認めた「河野談話」の見直し論議について、2014年の毎日新聞社のアンケートで、選択肢以外の回答をした[22]。
- 第2次安倍内閣が2013年に提出した特定秘密保護法案は同年12月6日に可決成立した[23]。「こうした法律が日本に必要と思うか」との2014年の毎日新聞社のアンケートに対し「必要だ」と回答[22]。

### ジェンダー
- 選択的夫婦別姓制度導入について、2014年のアンケートで「反対」と回答[24]。2021年の毎日新聞社のアンケートで「反対」と回答し[21]、同年の朝日新聞社のアンケートで「どちらかといえば反対」と回答[19]。
- 2021年1月、選択的夫婦別姓の導入反対を求める文書を地方議会議長に郵送した（後述）[25]。
- 同性婚を可能とする法改正について、2021年の朝日新聞社のアンケートで「どちらかといえば反対」と回答[19]。「同性婚を制度として認めるべきだと考るか」との2021年の毎日新聞社のアンケートに対し「認めるべきでない」と回答[21]。
- 「LGBTなど性的少数者をめぐる理解増進法案を早期に成立させるべきか」との問題提起に対し、2021年の朝日新聞社のアンケートで「どちらとも言えない」と回答[19]。
- クオータ制の導入について、2021年の毎日新聞社のアンケートで「反対」と回答し[21]、同年のNHKのアンケートで「どちらかといえば反対」と回答[20]。

### その他
- 「原子力発電への依存度について今後どうするべきか」との問題提起に対し、2021年のNHKのアンケートで「現状を維持すべき」と回答[20]。
- 新型コロナウイルス対策として、消費税率の一時的な引き下げについて、2021年のNHKのアンケートで「必要でない」と回答[20]。
- 森友学園への国有地売却をめぐる公文書改竄問題で、2021年5月6日、国は「赤木ファイル」の存在を初めて認めた[26]。しかし5月13日、菅義偉首相はファイルの存在を踏まえた再調査を行わない考えを報道各社に書面で示した[27]。9月の自民党総裁選挙で総裁に選出された岸田文雄も10月11日、衆議院本会議の代表質問で再調査の実施を否定した[28]。国の対応をどう考えるかとの問いに対し、同年の毎日新聞社のアンケートで「これ以上、調査や説明は必要ない」と回答[21]。
- ヘイトスピーチを法律で規制することについて、2014年の毎日新聞社のアンケートで「反対」と回答[22]。

## 人物

### 統一教会との関係
- 2021年6月11日、世界平和統一家庭連合（旧統一教会）の関連団体「天宙平和連合」が創設した世界平和国会議員連合の日本の議員連盟「日本・世界平和議員連合懇談会」の総会が衆議院第一議員会館で開催。藤原を含む20人の国会議員が出席した[29]。同議連は前年に設立された団体で、初代会長は大野功統だった[30][31]。総会で会長に選出された原田義昭は6月15日、フェイスブックにその旨を記載するとともに、出席議員と国際勝共連合会長の梶栗正義がガッツポーズをする写真を掲載した[29][31]。翌16日、原田は投稿から写真だけ削除した[32]。教団は同年10月の衆院選に立候補した議連参加者を支援し、電話かけなどを熱心に行った[29]。
- 2021年6月、統一教会の友好団体が開いた会合に出席した。藤原は「地元の人から参加してほしいと要請があった」と説明している[33]。

### その他
- 2015年6月、大韓民国に渡航し、韓国の国会議員らとサッカーの試合をおこなった[34]。
- 2021年1月30日、藤原ら自民党国会議員有志50人は、47都道府県議会議長のうち同党所属の約40人に、選択的夫婦別姓の導入に賛同する意見書を採択しないよう求める文書を郵送した。地方議員や市民団体は、地方議会の独立性を脅かす行為だとして藤原らを批判した[25][35][36][37][38]。

## 不祥事

### 政治資金パーティー収入の裏金問題
2024年1月10日、自民党は臨時の総務会を開き、派閥の政治資金パーティーをめぐる事件を受け再発防止策などを検討するため、「政治刷新本部」の設置を決めた。38人のメンバーのうち、安倍派からは岡田直樹、野上浩太郎、佐々木紀、髙階恵美子、上野通子、太田房江、松川るい、吉川有美、藤原崇、高橋はるみの10議員がメンバー入りした。同年1月13日、この10議員のうち、髙階を除く9人がパーティー収入の一部を政治資金収支報告書に記載せず裏金にしていた疑いがあること明らかとなった。
同年1月19日、藤原が2018年 - 2022年の5年間で安倍派から14万円の裏金のキックバックを受けていたことが明らかとなった。

### その他
- 2022年1月の衆院本会議の最中に居眠りをした[42]。

## 選挙歴
| 当落 | 選挙                   | 執行日         | 年齢 | 選挙区  | 政党       | 得票数     | 得票率 | 定数 | 得票順位 /候補者数 | 政党内比例順位 /政党当選者数 |
| ---- | ---------------------- | -------------- | ---- | ------- | ---------- | ---------- | ------ | ---- | ------------------ | ---------------------------- |
| 比当 | 第46回衆議院議員総選挙 | 2012年12月16日 | 29   | 岩手4区 | 自由民主党 | 4万7887票  | 27.91% | 1    | 2/4                | 2/5                          |
| 比当 | 第47回衆議院議員総選挙 | 2014年12月14日 | 31   | 岩手4区 | 自由民主党 | 5万7824票  | 36.70% | 1    | 2/3                | 2/5                          |
| 比当 | 第48回衆議院議員総選挙 | 2017年10月22日 | 34   | 岩手3区 | 自由民主党 | 9万6571票  | 42.58% | 1    | 2/2                | 3/5                          |
| 当   | 第49回衆議院議員総選挙 | 2021年10月31日 | 38   | 岩手3区 | 自由民主党 | 11万8734票 | 52.05% | 1    | 1/2                | /                            |
| 落   | 第50回衆議院議員総選挙 | 2024年10月27日 | 41   | 岩手3区 | 自由民主党 | 8万4347票  | 42.23% | 1    | 2/2                | /                            |

## 所属団体・議員連盟
- 自民党たばこ議員連盟[43]
- 神道政治連盟国会議員懇談会[44]
- みんなで靖国神社に参拝する国会議員の会[44]
- 文化芸術懇話会[45]
- 日本の印章制度・文化を守る議員連盟（幹事）[46]
- 日本の未来を考える勉強会[47]